# 平壌防御司令部
平壌防御司令部（평양방어사령부）は、朝鮮民主主義人民共和国の首都平壌の防御を担任する朝鮮人民軍の軍団級部隊。一部資料では、首都防御司令部とされており、こちらが正式名称の可能性もある。

## 歴史
平壌防御司令部は、1955年、民族保衛省（現人民武力省）傘下部隊として創設された。1960年代に護衛司令部に統合されたが、1990年代以降、再び独立した司令部となった。

## 編制
兵力は増強1個軍団級で、特に最新装備を集中的に保有している。
- 近衛柳京洙第105戦車師団：朝鮮人民軍唯一の戦車師団
- 砲兵師団
- 高射砲旅団：平壌高射砲司令部所属の可能性もある。
- 重火器旅団
- 特殊旅団